# Gone in the Morning
Gone in the Morning is het tweede, tevens laatste, studioalbum van de muziekgroep Quiver. Het album is opgenomen in de Air Studios te Londen en werd door henzelf geproduceerd. De stijl varieert van progressieve rock, tot rock en folkrock. Wederom opvallend aan dit album is de stijl van de basgitarist gelijkend op Hugh Hopper. 
Het album is curieus vanwege de slechte verkrijgbaarheid gedurende een lange tijd. In 2004 volgde een Japanse persing op compact disc, in 2008 gevolgd door een Amerikaanse persing op Wounded Bird Records. 

## Musici
- Tim Renwick – gitaar, blokfluit, zang (later PF)
- Cal Batchelor – gitaar, toetsinstrumenten
- Bruce Thomas – basgitaar, zang
- Willie Wilson – slagwerk, zang (later PF)

## Composities
| Nr. | Titel                            | Duur |
| --- | -------------------------------- | ---- |
| 1.  | Dorset (Batchelor)               | 3:00 |
| 2.  | I know you so well (Batchelor)   | 3:03 |
| 3.  | Green tree (Renwick)             | 2:22 |
| 4.  | Love / No Boundaries (Batchelor) | 3:36 |
| 5.  | I might stumble (Batchelor)      | 3:31 |

| Nr. | Titel                                    | Duur |
| --- | ---------------------------------------- | ---- |
| 1.  | Gone in the morning (Renwick, Batchelor) | 8:59 |
| 2.  | Fung-Kee laundry (Quiver)                | 0:55 |
| 3.  | She’s a lady (Batchelor)                 | 3:05 |
| 4.  | Don’t let go (Quiver)                    | 3:58 |

Na dit album werd Batchelor vlak voor de samensmelting met Sutherland Brothers vervangen door Peter Wood.

## Bron
- de Japanse compact disc